# بمب سکس
«بُمب سکس» (به انگلیسی: Sex Bomb) ترانه‌ای از تام جونز و یکی از تک‌آهنگ‌های آلبوم ری‌لود است که در سال ۲۰۰۰ منتشر شد. این قطعه حاصل همکاری او با موص تی. دی‌جی و تهیه‌کنندهٔ اهل آلمان است. «بمب سکس» پس از انتشار به محبوب‌ترین ترانهٔ آلبوم ری‌لود بدل شد و در سراسر اروپا با موفقیت تجاری گسترده مواجه شد.
موص تی. در اصل این آهنگ را برای خودش نوشته بود اما ترجیح داد با صدای خش‌دار تام جونز اجرا شود. تام جونز بابت «بمب سکس» هیجان زده بود اما شرکت ضبط طرف قرارداد او چنین نظری نداشت. استدلال آن‌ها این بود که برای آلبوم جدید متریال کافی وجود دارد با این‌حال جونز حرفش را به کُرسی نشاند. او به‌همراه با موص تی. ترانه را در لندن ضبط کردند و هنگام ضبط تغییراتی در متن آن داده شد، برای مثال جملهٔ «من یک بمب سکس هستم» به «تو بمب سکس من هستی» تغییر داده‌شد. «بمب سکس» در بیش از ۱۸ کشور جهان جزو ۳۰ ترانهٔ پُرفروش روز بود و باعث شد شنوندگان جوان‌تر به جمع هواداران جونز ۵۹ ساله اضافه شوند.

## موقعیت در جدول‌ها و گواهی‌های فروش
| چارت (۲۰۰۰)                             | بالاترین جایگاه |
| --------------------------------------- | --------------- |
| جدول‌های ای‌آرآی‌ای استرالیا               | ۳۵              |
| او۳ تاپ ۴۰ اتریش                        | ۳               |
| اولتراتاپ بلژیک (فلاندرز)               | ۱۱              |
| اولتراتاپ بلژیک (والونیا)               | ۲               |
| فدراسیون بین‌المللی صنعت فونوگرافی چک    | ۵               |
| آی‌اف‌پی‌آی دانمارک                        | ۹               |
| یوروچارت هات ۱۰۰                        | ۱               |
| جدول‌های رسمی فنلاند                     | ۵               |
| سندیکای ملی انتشارات صوتی‌تصویری فرانسه  | ۱               |
| جی‌اف‌کی انترتینمنت چارتس آلمان           | ۳               |
| انجمن شرکت‌های ضبط مجارستانی             | ۲               |
| ۴۰ ترانه برتر ایسلند                    | ۲               |
| جدول تک‌آهنگ‌های ایرلند                   | ۷               |
| جدول انجمن صنعت ضبط ایرلند              | ۷               |
| فدراسیون صنعت موسیقی ایتالیا            | ۲               |
| ۴۰ آهنگ برتر هلند                       | ۱۰              |
| ۱۰۰ تک‌آهنگ برتر هلند                    | ۱۱              |
| وی‌جی-لیستای نروژ                        | ۱۸              |
| میوزیک اند میدیای لهستان                | ۱               |
| تاپ ۱۰۰ رومانی                          | ۳               |
| جدول‌های تک‌آهنگ‌ها و آلبوم‌های اسکاتلندی   | ۳               |
| جدول سازنده‌های موسیقی اسپانیا           | ۲               |
| فهرست برترین‌های سوئد                    | ۹               |
| جدول موسیقی سوئیس                       | ۱               |
| جدول تک‌آهنگ‌های بریتانیا                 | ۳               |
| جدول تک‌آهنگ‌ها و آلبوم‌های ایندی بریتانیا | ۲               |

| چارت (۲۰۰۴)                    | بالاترین جایگاه |
| ------------------------------ | --------------- |
| جدول ترانه‌های دنس کلاب بیلبورد | ۱۱              |

| چارت (۲۰۰۰)                            | جایگاه |
| -------------------------------------- | ------ |
| او۳ تاپ ۴۰ اتریش                       | ۳۳     |
| اولتراتاپ بلژیک (فلاندرز)              | ۷۸     |
| اولتراتاپ بلژیک (والونیا)              | ۱۶     |
| یوروچارت هات ۱۰۰                       | ۳      |
| سندیکای ملی انتشارات صوتی‌تصویری فرانسه | ۱۰     |
| جدول‌های رسمی آلمان                     | ۲۸     |
| ۴۰ ترانه برتر ایسلند                   | ۶      |
| ۴۰ آهنگ برتر هلند                      | ۳۶     |
| ۱۰۰ آهنگ برتر هلند                     | ۴۷     |
| تاپ ۱۰۰ رومانی                         | ۱۹     |
| سازنده‌های موسیقی اسپانیا               | ۵      |
| فهرست برترین‌های سوئد                   | ۹۵     |
| جدول موسیقی سوئیس                      | ۱۰     |
| جدول تک‌آهنگ‌های بریتانیا                | ۵۸     |

| منطقه                                                              | گواهی | واحد گواهی‌شده/فروش |
| ------------------------------------------------------------------ | ----- | ------------------ |
| اتریش (فونوگرافی اتریش)                                            | طلا   | ۲۵٬۰۰۰*            |
| بلژیک (بی‌ئی‌ای)                                                     | طلا   | ۲۵٬۰۰۰*            |
| فرانسه (اس‌ان‌ئی‌پی)                                                  | طلا   | ۲۵۰٬۰۰۰*           |
| آلمان (بی‌وی‌ام‌آی)                                                   | طلا   | ۲۵۰٬۰۰۰^           |
| سوئد (گی‌ال‌اف)                                                      | طلا   | ۱۵٬۰۰۰^            |
| سوئیس (آی‌اف‌پی‌آی سوئیس)                                             | طلا   | ۲۵٬۰۰۰^            |
| بریتانیا (بی‌پی‌آی)                                                  | نقره  | ۲۰۰٬۰۰۰^           |
| * رقم فروش تنها بر پایهٔ گواهی‌ها. ^ رقم توزیع تنها بر پایهٔ گواهی‌ها. |       |                    |